# Deutsche Beachhandball-Meisterschaften 2009
Die Deutsche Beachhandball-Meisterschaft 2009 waren die elften offiziellen und einschließlich dreier inoffizieller die vierzehnten Meisterschaften im Beachhandball. Sie wurde vom Deutschen Handballbund (DHB) ausgerichtet.
Die Teilnehmer der Meisterschaft qualifizierten sich dafür über eine vorgeschaltete Reihe von Turnieren, der DHB-Beachhandball-Masters-Serie, in der je nach Erfolgen Punkte gesammelt werden konnten. Am Ende qualifizierten sich jeweils acht Frauen- und Männermannschaften für die Spiele am 1. und 2. August des Jahres. Austragungsort war das VGH Stadion am Meer in Cuxhaven-Duhnen.
| Frauen Details | Cuxhaven VGH Stadion am Meer | Hoppetosse Köln        | 2:1 | Wattwürmchen Hamm        | Bumblebee Wildeshausen  |     | Sand AG Nord-West |
| Männer Details | Cuxhaven VGH Stadion am Meer | BHC Sand Devils Minden |     | The Sandman’s Leverkusen | H2O Waterboys Nord-West | 2:0 | Team Apfel Hahlen |